# Ectopleura crassocanalis
Ectopleura crassocanalis is een hydroïdpoliep uit de familie Tubulariidae. De poliep komt uit het geslacht Ectopleura. Ectopleura crassocanalis werd in 2011 voor het eerst wetenschappelijk beschreven door Huang, Xu, & Guo. 